# Nowoswobodnaja
Nowoswobodnaja (russisch Новосвободная) ist ein Dorf (posjolok) in Südrussland. Es gehört zur Republik Adygeja und hat 587 Einwohner (Stand 2019). Im Ort gibt es 25 Straßen. Das Dorf wurde 1862 gegründet.

## Geographie
Das Dorf liegt im Quellgebiet des Flusses Fars, 19 km östlich des Dorfes Abadsechskaja. Nowoswobodnaja liegt 37 Straßenkilometer südöstlich von Tulski (dem Verwaltungszentrum des Bezirks). Sewastopolskaja ist der nächstgelegene ländliche Ort.